# Liste der Ehrenbürger von Rostock
Das Ehrenbürgerrecht ist die höchste Würdigung der Hansestadt Rostock. Seit 1816 sind 23 Personen damit geehrt worden, fünf davon nach 1990. Jedem Bürger, der längere Zeit in Rostock gelebt hat und bleibende Verdienste um die Stadt erworben hat, kann das Ehrenbürgerrecht verliehen werden. Die zu ehrenden Personen können von jedem Bürger dem Präsidenten der Rostocker Bürgerschaft vorgeschlagen werden. Die Bürgerschaft entscheidet dann öffentlich darüber. Der Name des Ehrenbürgers wird anschließend in das Ehrenbuch der Hansestadt eingetragen. Wegen ungebührlichen Verhaltens kann das Ehrenbürgerrecht auch jederzeit wieder aberkannt werden. So waren Adolf Hitler, Friedrich Hildebrandt, Hermann Schuldt, Johannes Warnke, Karl Mewis und Paul von Hindenburg zu Ehrenbürgern ernannt worden, denen die Ehrung wieder aberkannt worden ist.
Hinweis: Die Auflistung erfolgt chronologisch nach Datum der Zuerkennung.

## Die Ehrenbürger der Hansestadt Rostock

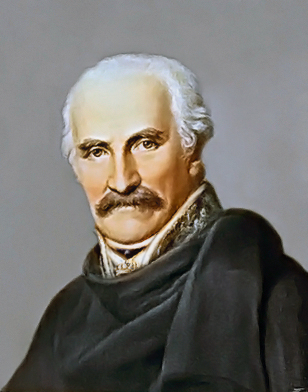
Gebhard von Blücher

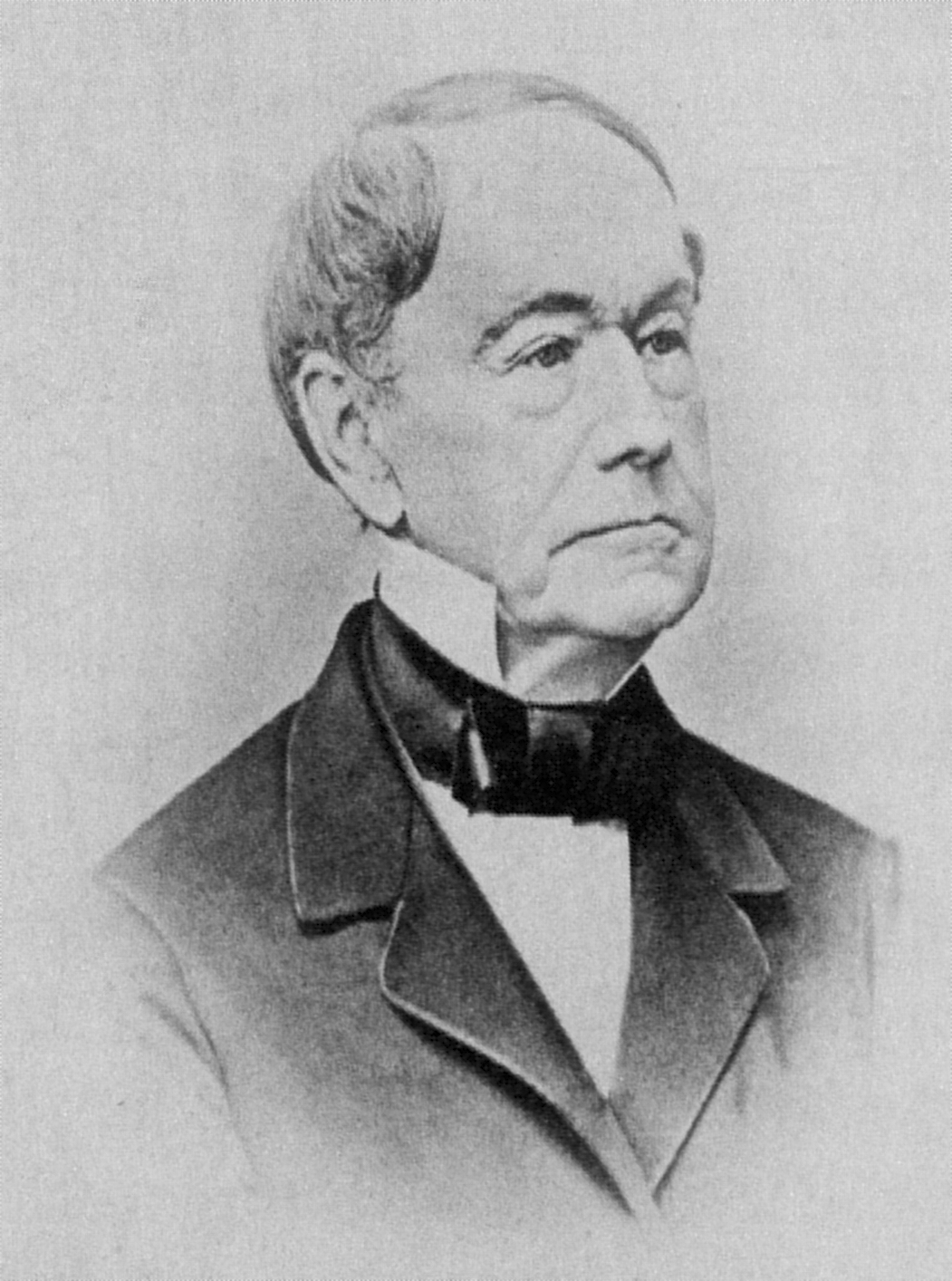
Detloff Karsten

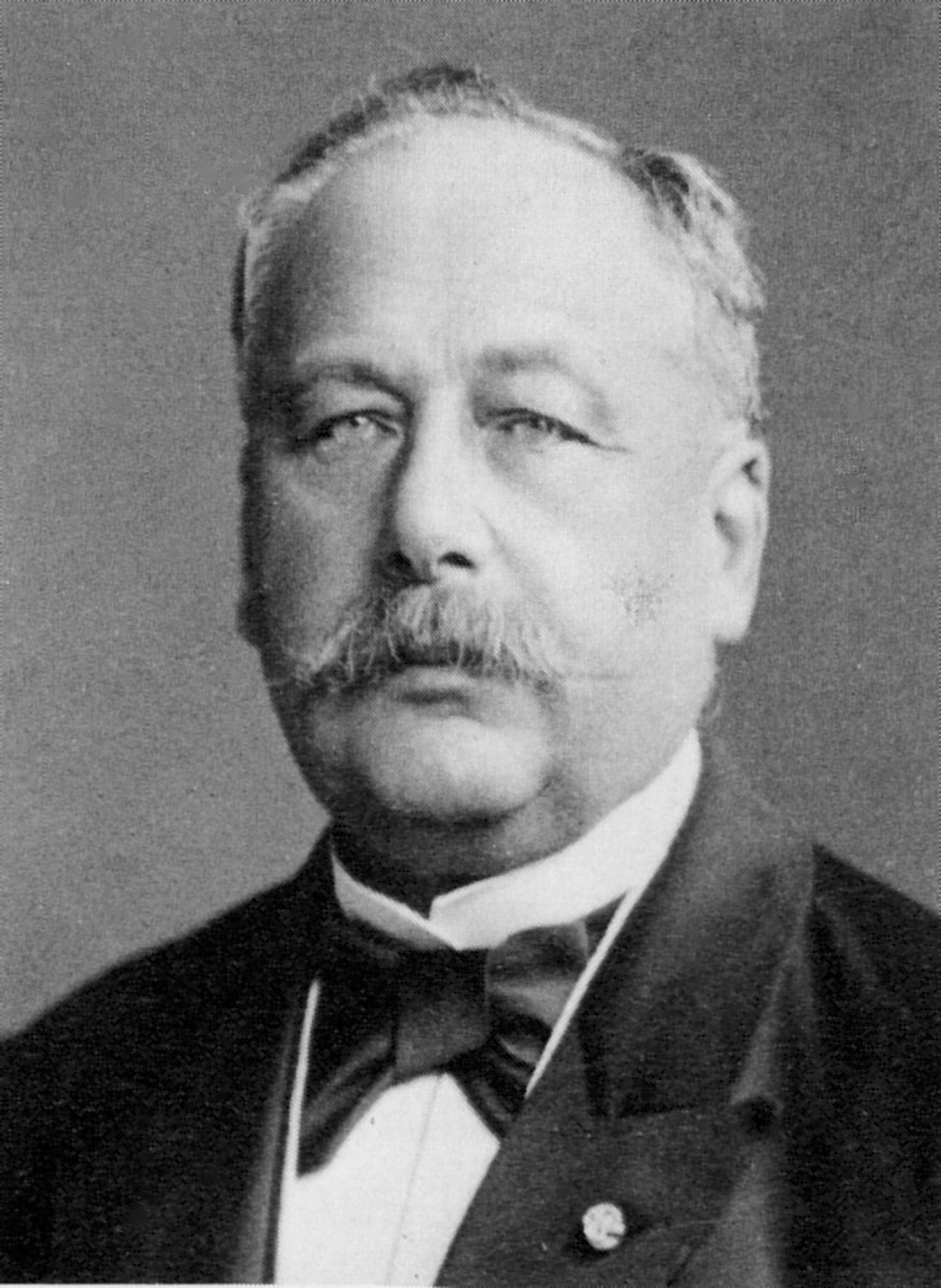
Friedrich Flügge

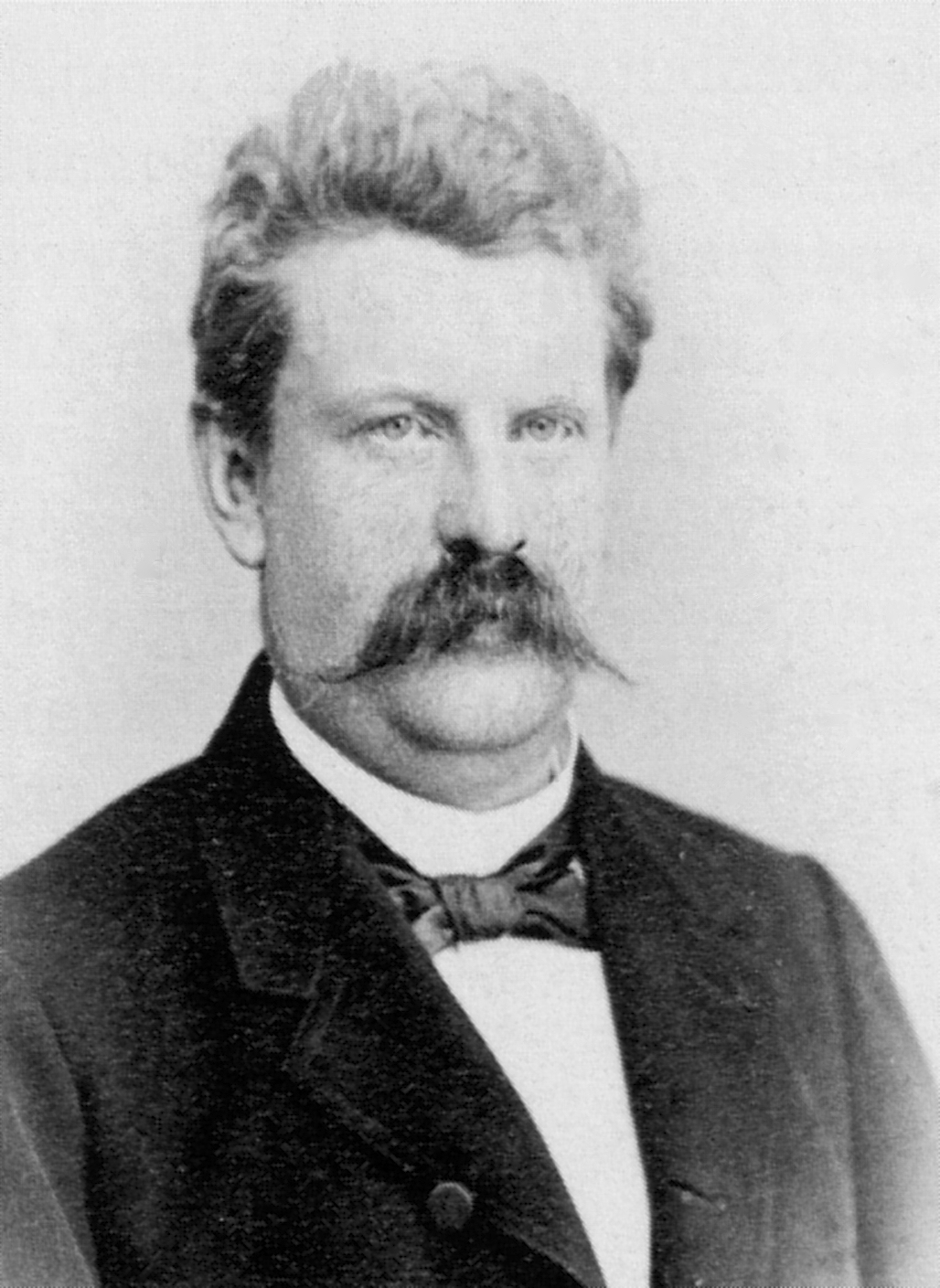
Magnus Maßmann

Karl August Nerger

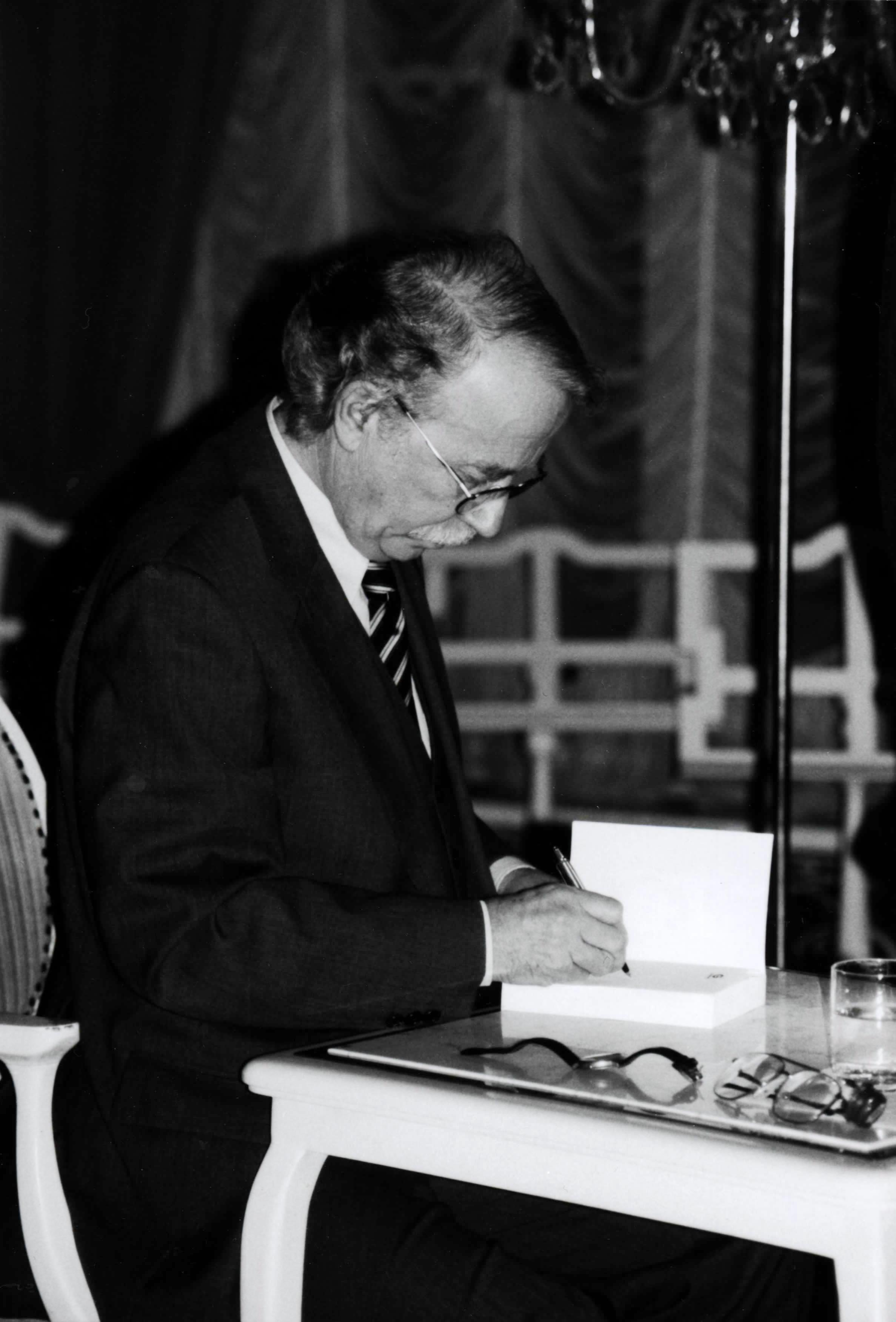
Walter Kempowski

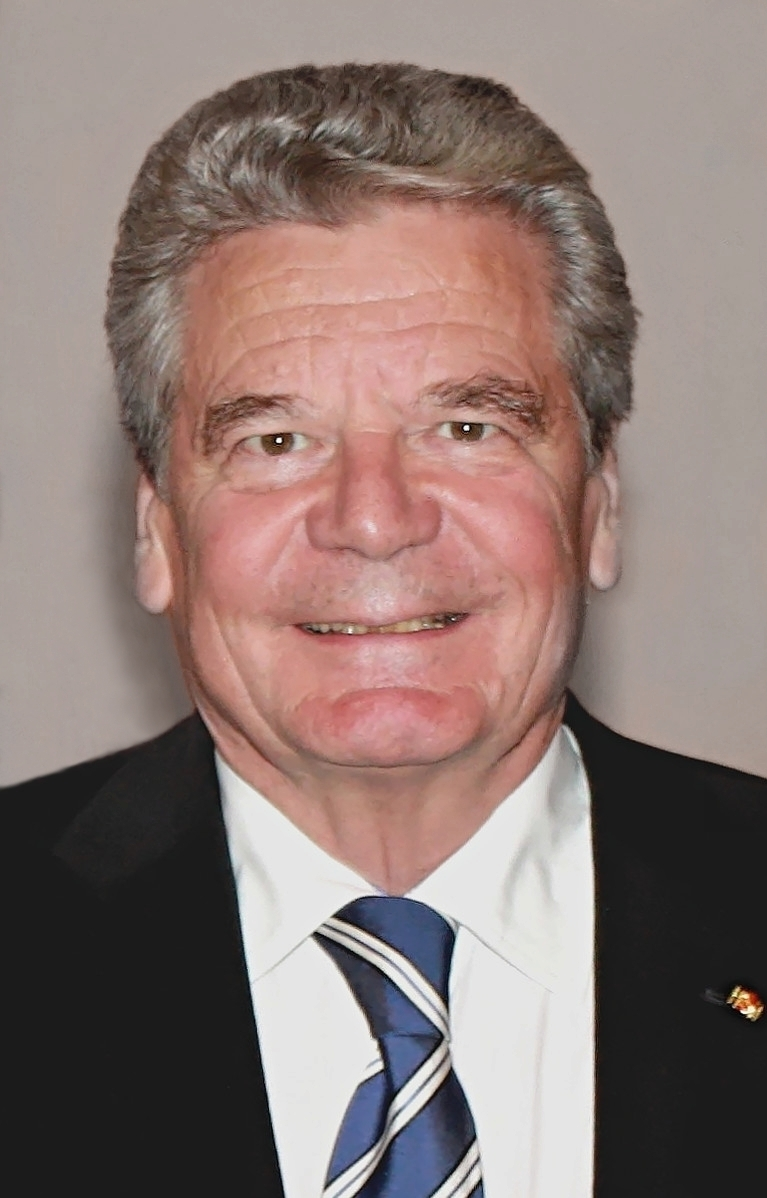
Joachim Gauck

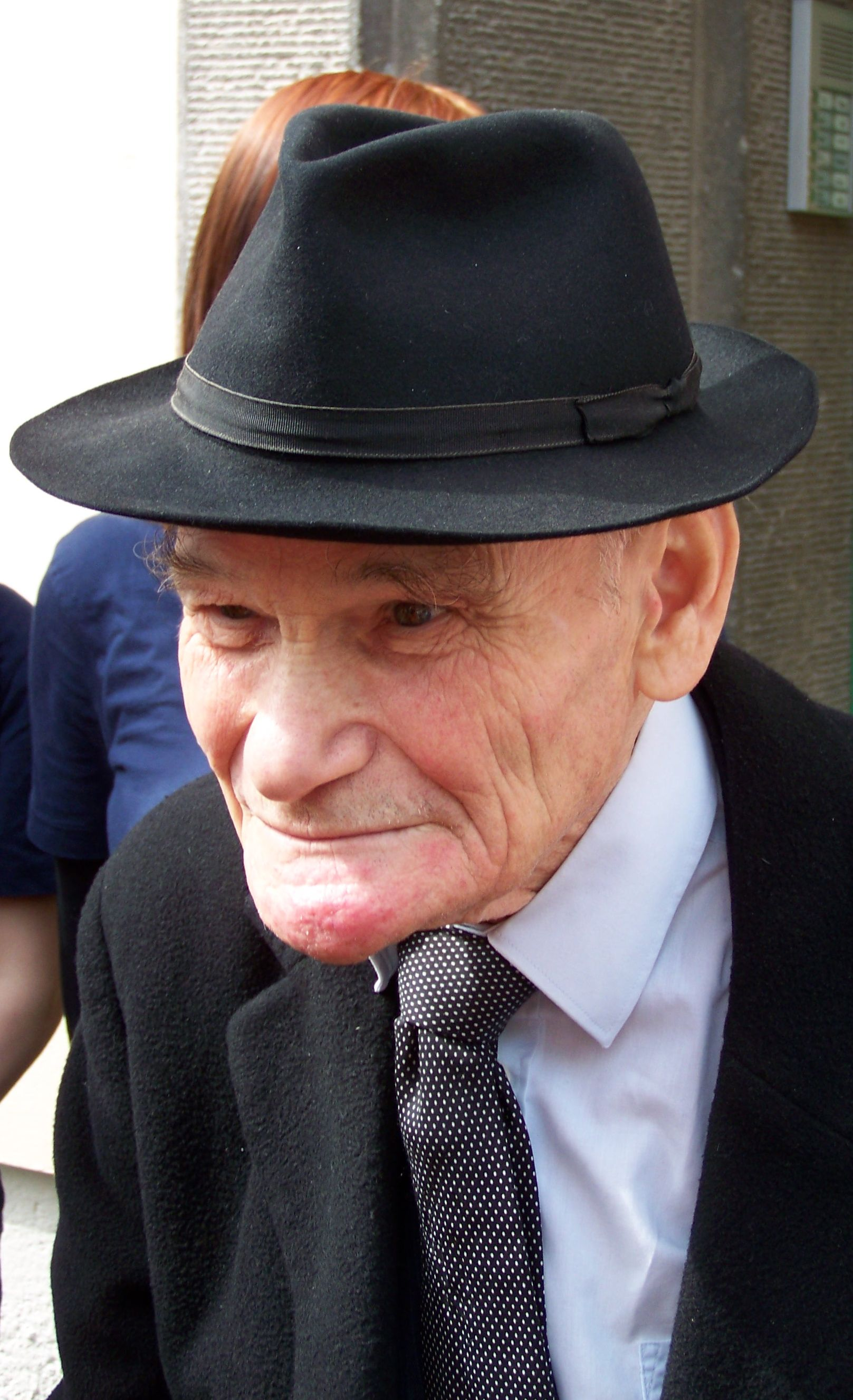
William Wolff

1. Gebhard Leberecht von Blücher (1742–1819)
Generalfeldmarschall
Verleihung 18. August 1816 in Würdigung seiner herausragenden militärischen Verdienste
 
2. John Weiß (1773–1843)
Fabrikant chirurgischer Instrumente und medizinischer Apparate
Verleihung 25. August 1826
in Würdigung seines hohen beruflichen Könnens und seiner gemeinwohlorientierten Großzügigkeit
3. Bernd von Below (1762–1834)
Stadtkommandant
Verleihung 19. Januar 1829
aus Anlass seines 50-jährigen Dienstjubiläums

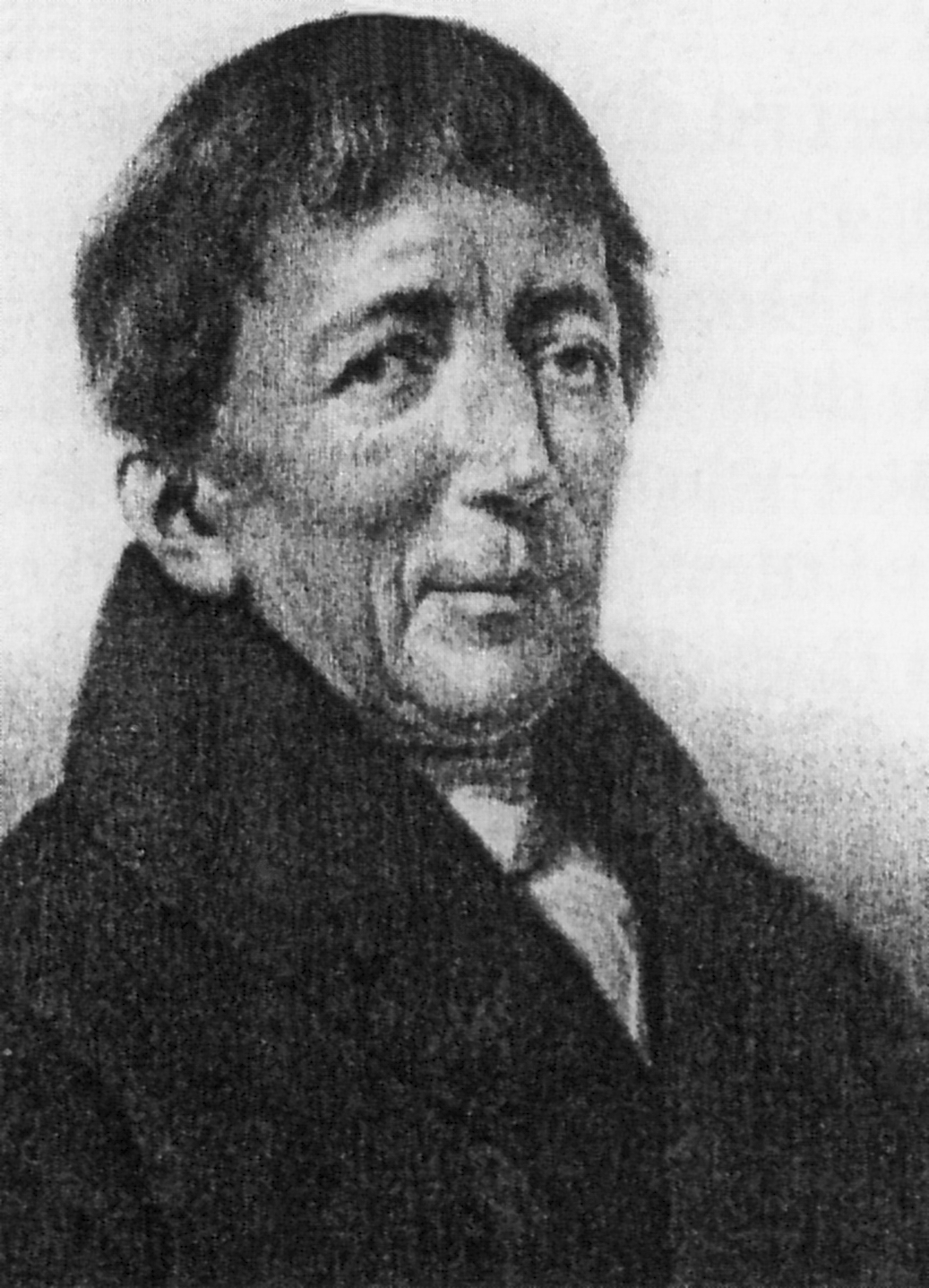
Friedrich v. Oertzen

4. Friedrich von Oertzen (1771–1848)
Oberappellationsgerichtspräsident
Verleihung 29. März 1841
aus Anlass seines 50-jährigen Amtsjubiläums
5. Johann Christian Brandenburg (1769–1856)
Advokat des Ersten Quartiers des Hundertmänner-Kollegiums
Verleihung 12. April 1843
aus Anlass seines 50-jährigen Doktorjubiläums
6. Detloff Karsten (1787–1879)
Bürgermeister 1836–1846
Verleihung 30. März 1846
aus Anlass seines 35-jährigen Wirkens zum Wohle der Stadt Rostock

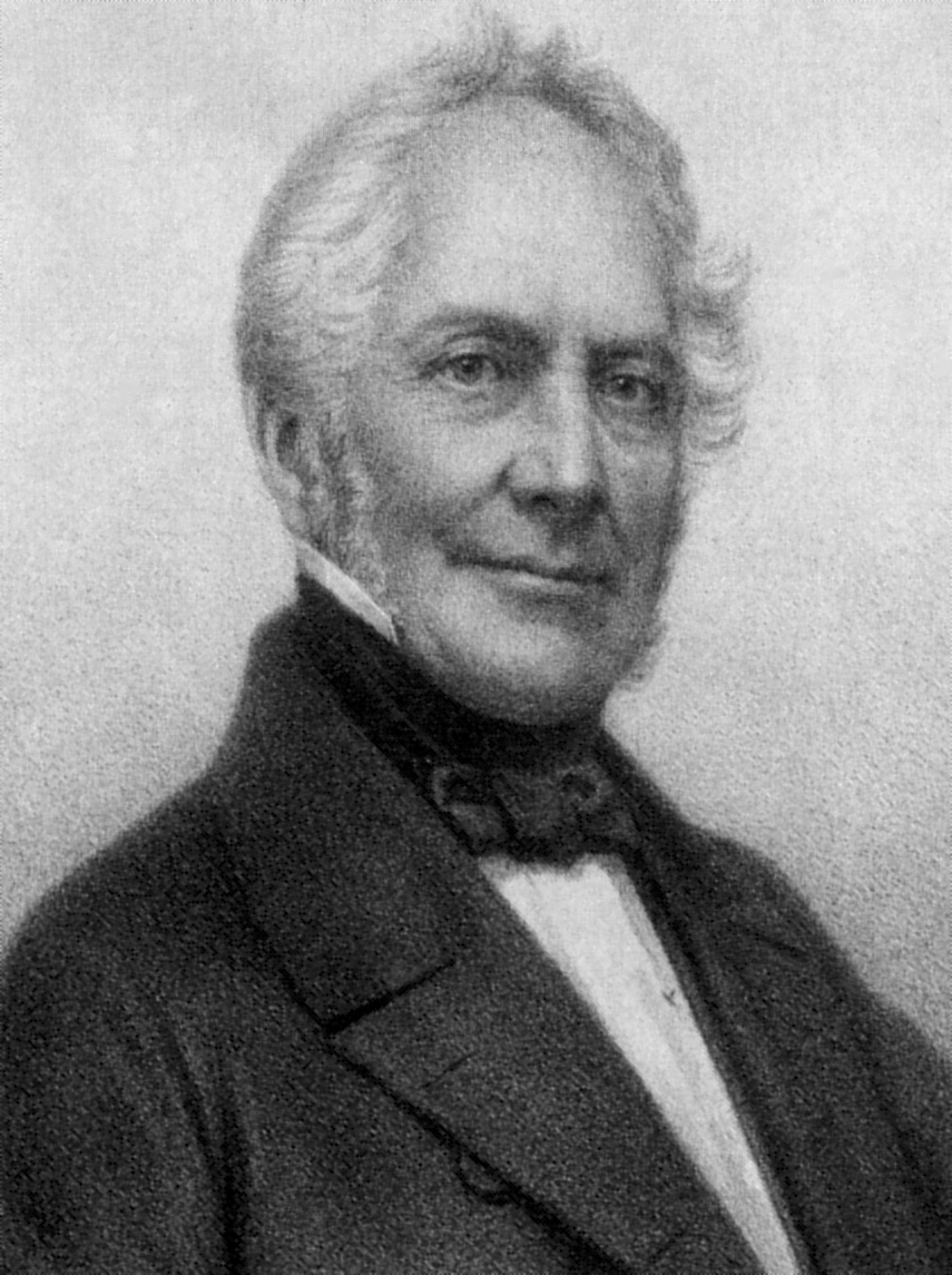
Carl Friedrich von Both

7. Carl Friedrich von Both (1789–1875)
Vizekanzler der Universität
Verleihung 28. August 1860
aus Anlass seines 50-jährigen Dienstjubiläums
8. Carl Trotsche (1803–1879)
Oberappellationsgerichtspräsident
Verleihung 5. April 1870
aus Anlass seines 25-jährigen Dienstjubiläums
9. Otto Friedrich Maximilian von Liebeherr (1814–1896)
Oberappellationsgerichtspräsident und Vizekanzler der Universität
Verleihung 27. Juni 1887
aus Anlass seines 50-jährigen Dienstjubiläums
10. Carl Alexander Bolten
Rechtsanwalt
Verleihung 12. Dezember 1887
aus Anlass der Vollendung seines 82. Lebensjahres in Anerkennung langen gemeinnützigen Wirkens für die Stadt Rostock

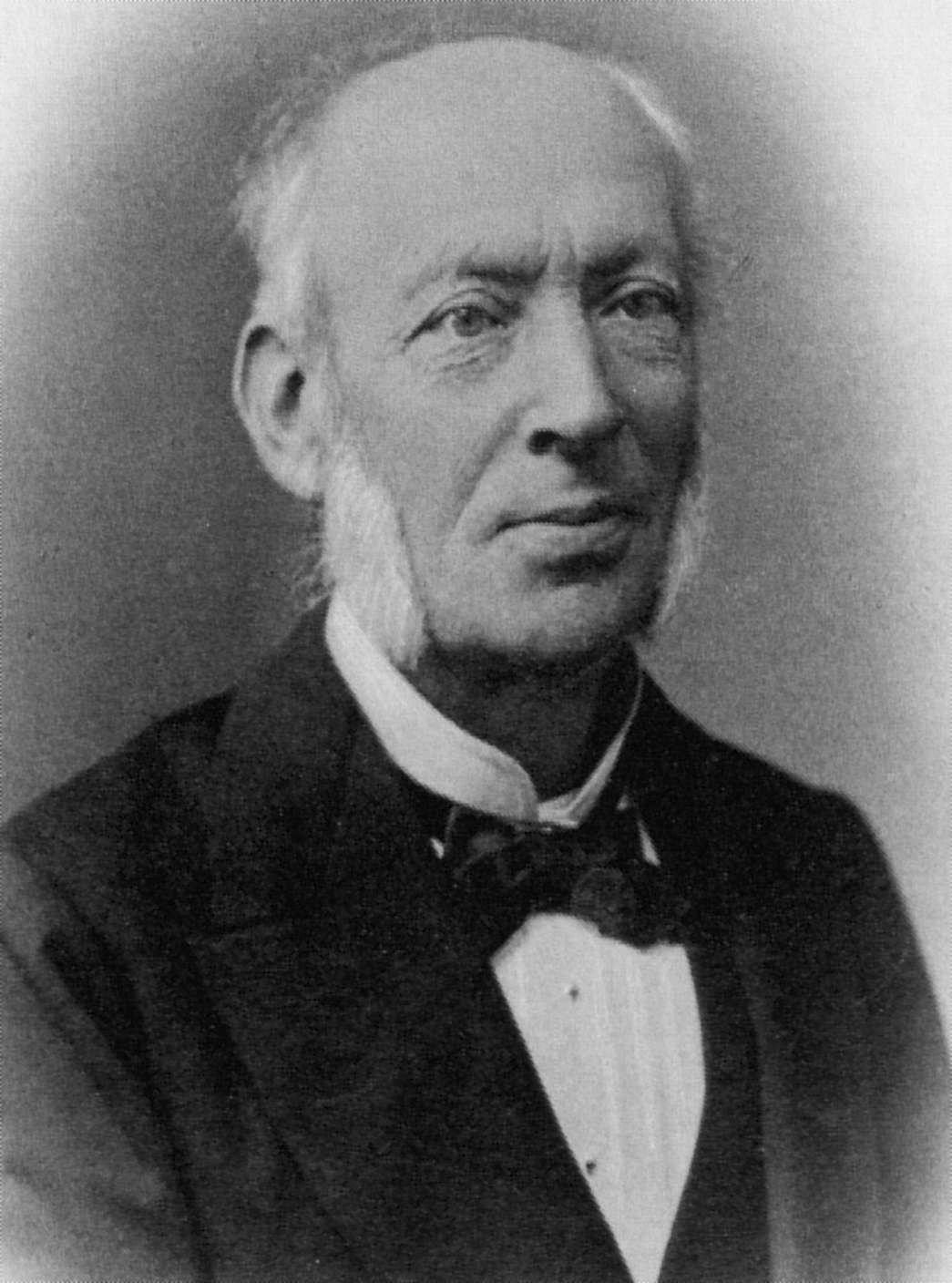
Vincent Heinrich Mann

11. Vincent Heinrich Mann (1818–1869)
Senatspräsident des Oberlandesgerichts
Verleihung 2. April 1889
aus Anlass seines 25-jährigen Dienstjubiläums
12. Friedrich Flügge (1817–1898)
Oberpostamtsdirektor
Verleihung 2. Januar 1893
aus Anlass seines Ausscheidens aus dem Dienst

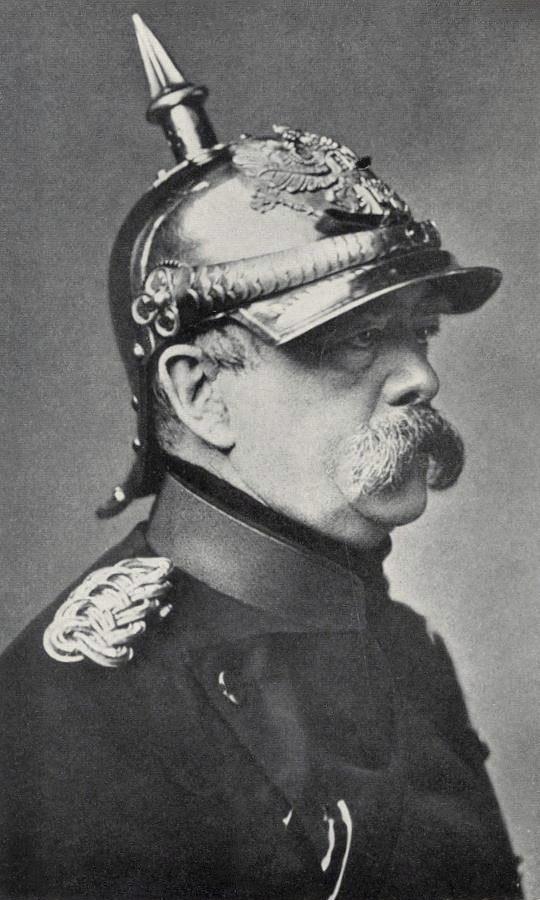
Otto Fürst von Bismarck

13. Otto Fürst von Bismarck (1815–1898)

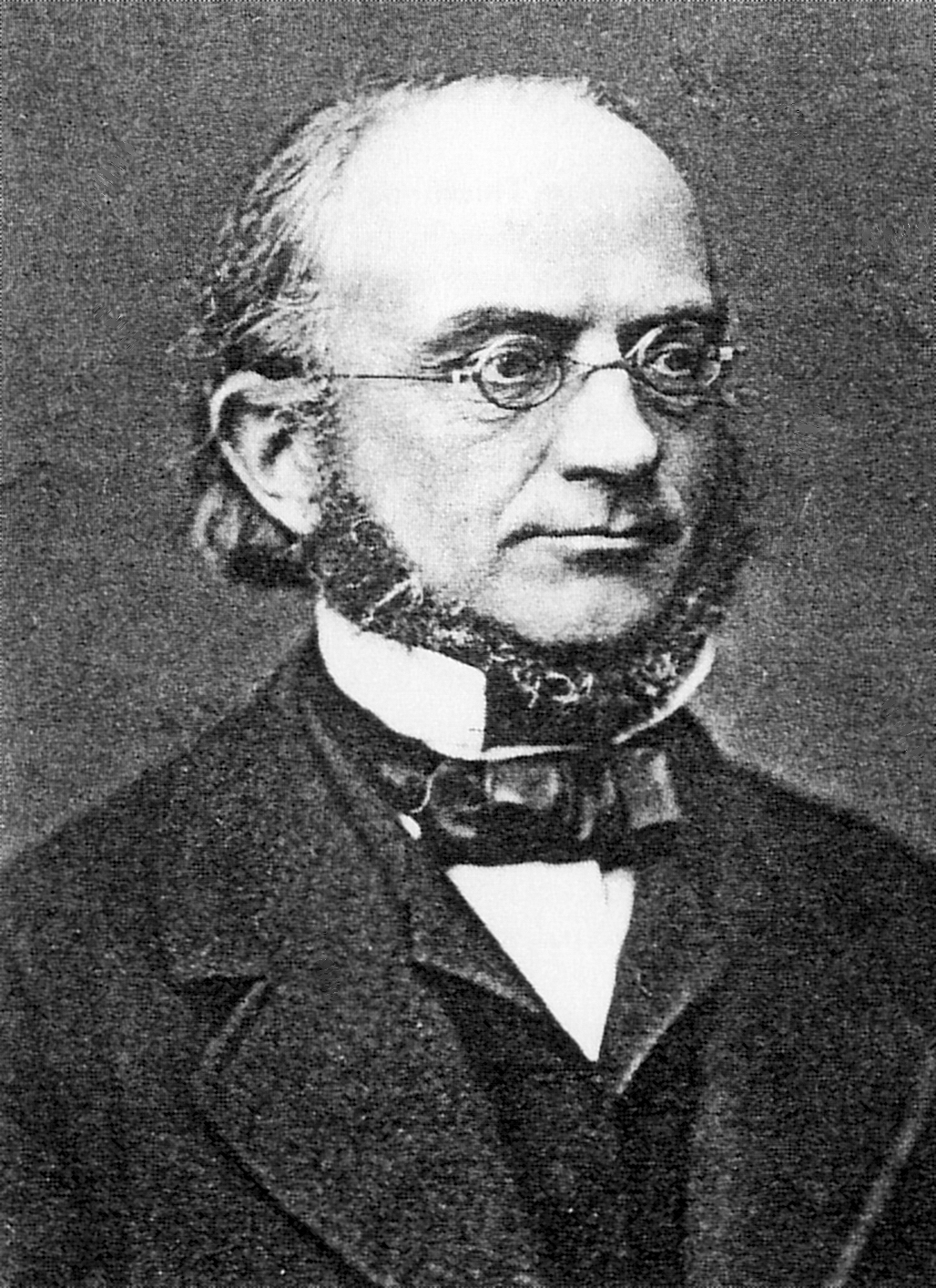
Theodor Thierfelder

Reichskanzler
Verleihung 1. April 1895
aus Anlass seines 80. Geburtstags
14. Theodor Thierfelder (1824–1904)
Professor
Verleihung 22. April 1898
aus Anlass seines 50-jährigen Doktorjubiläums
15. Magnus Maßmann (1835–1915)
Bürgermeister 1889–1914
Verleihung 22. April 1914
aus Anlass seiner 50-jährigen Mitgliedschaft im Rostocker Rat
16. Karl August Nerger (1875–1947)
Fregattenkapitän, Kommandant des Hilfskreuzers Wolf
Verleihung 28. Februar 1918
aus Anlass seiner 15-monatigen Seefahrt auf der Wolf
17. Erich Schlesinger (1880–1956)
Rektor der Universität
Verleihung 23. Dezember 1955
aus Anlass seines 75. Geburtstags in Würdigung seiner Verdienste um die Universität und die Stadt Rostock
18. Ernst Hilzheimer (1901–1986)
Mitbegründer der LDPD und Stadtrat für Finanzen
Verleihung 6. Oktober 1981
aus Anlass seines 80. Geburtstags und in Würdigung seiner Verdienste um die Stadt Rostock
19. Yaakov Zur (1924–2013)
Wissenschaftler und Historiker
Verleihung am 1. September 1993
in Würdigung seiner Verdienste als Mittler zwischen Deutschland und Israel
20. Walter Kempowski (1929–2007)
Schriftsteller
Verleihung am 29. April 1994
aus Anlass seines 65. Geburtstags und in Würdigung seines literarischen Engagements für seine Geburtsstadt Rostock
21. Joachim Gauck (* 1940)
elfter deutscher Bundespräsident
Verleihung am 9. August 2012 in der Marienkirche
in Würdigung der Verdienste um die friedliche Revolution 1989
22. William Wolff (1927–2020)
Journalist und ehemaliger Landesrabbiner Mecklenburg-Vorpommerns
Verleihung am 12. Juni 2017 im Rathaus Rostock
„… in Würdigung seiner außergewöhnlichen und bleibenden Verdienste für die Jüdische Gemeinde Rostock, den interreligiösen Dialog sowie das Gemeinwohl der Bürgerinnen und Bürger der Hansestadt Rostock“
23. Dietlind Glüer (* 1937)
Mitbegründerin des Neuen Forums in Rostock
Verleihung am 14. Dezember 2018 im Rathaus Rostock
Für „… Ihr Wirken für Demokratie, ihr Einsatz für Mitbestimmungsmöglichkeiten und für das Gemeinwohl …“